# 桃城站
桃城站是位于河北省邯郸市涉县索堡镇桃城村的一个铁路车站，邮政编码56402。车站建于1975年，有邯长铁路经过该站，现仅办理货运业务，不办理客运业务，车站及其上下行区间均已电气化。车站距离邯郸站131公里，隶属北京铁路局，是四等站。